# NGC 1889
NGC 1889 è una piccola galassia ellittica situata nella costellazione della Lepre, a una distanza di circa 120 milioni di anni luce dalla nostra Via Lattea.

## Scoperta
La galassia è stata scoperta il 29 ottobre 1851 dall'astronomo irlandese Bindon Stoney.

## Descrizione
Dato il valore della sua luminosità superficiale pari a 11,55, NGC 1889 può essere inclusa tra le galassie che presentano una elevata luminosità superficiale.
È in interazione gravitazionale con la vicina NGC 1888, con la quale forma una coppia di galassie interagenti, registrate nel catalogo di Halton Arp con il codice Arp 123.